# Terra Bella
Terra Bella és una concentració de població designada pel cens dels Estats Units a l'estat de Califòrnia. Segons el cens del 2000 tenia 3.466 habitants.

## Demografia
Segons el cens del 2000, Terra Bella tenia 3.466 habitants, 779 habitatges, i 701 famílies. La densitat de població era de 773,5 habitants/km².
Dels 779 habitatges en un 60,7% hi vivien nens de menys de 18 anys, en un 71,4% hi vivien parelles casades, en un 11,6% dones solteres, i en un 10% no eren unitats familiars. En el 8,1% dels habitatges hi vivien persones soles el 4% de les quals corresponia a persones de 65 anys o més que vivien soles. El nombre mitjà de persones vivint en cada habitatge era de 4,44 i el nombre mitjà de persones que vivien en cada família era de 4,6.
Per edats la població es repartia de la següent manera: un 38% tenia menys de 18 anys, un 14,2% entre 18 i 24, un 27,6% entre 25 i 44, un 14,8% de 45 a 60 i un 5,4% 65 anys o més.
L'edat mediana era de 24 anys. Per cada 100 dones de 18 o més anys hi havia 117 homes.
La renda mediana per habitatge era de 25.313 $ i la renda mediana per família de 24.750 $. Els homes tenien una renda mediana de 20.469 $ mentre que les dones 17.188 $. La renda per capita de la població era de 7.034 $. Entorn del 34,7% de les famílies i el 39,6% de la població estaven per davall del llindar de pobresa.

## Poblacions més properes
El següent diagrama mostra les poblacions més properes.